# Campoplex coxalis
Campoplex coxalis là một loài tò vò trong họ Ichneumonidae.